# 大阪信用組合
大阪信用組合（おおさかしんようくみあい）は、かつて大阪府大阪市淀川区東三国2-38-8に本店が所在した信用組合である。
略称はさかしん。理事長：川瀬徳之。

## 沿革
- 1954年（昭和29年）1月25日 - 褒徳信用組合として設立[2][3]。
- 1958年（昭和33年）2月28日 - 旧「大阪信用組合」を合併。
- 1983年（昭和58年）10月27日 - ホウトク信用組合に改称[4]。
- 1984年（昭和59年）12月1日 - 「実業信用組合」を合併[5]。
- 1985年（昭和60年）4月1日 - 大阪信用組合に改称。
- 1992年（平成4年）10月1日 - 「淀川信用組合」を合併[6]。
- 1995年（平成7年）8月 - ニシキファイナンス事件に関連して、問題が顕在化。
- 1995年（平成7年）12月 - 東海銀行（現・三菱UFJ銀行）と事業譲渡に関する基本合意締結。
- 1997年（平成9年）1月 - 健全債権が東海銀行に譲渡され、不良債権は整理回収銀行に移管された[7]。

## キャンペーンモデル
- 酒井法子[8][9][10]。